# Qostanai
Qostanai (kasachisch Қостанай, russisch Костанай Kostanai, bis 1895 Николаевск Nikolajevsk, bis 17. Juni 1997 Кустанай Kustanai, deutsch auch Kustanai) ist eine Stadt in Kasachstan. Sie befindet sich im Norden des Landes am Fluss Tobol unweit der Grenze zu Russland, rund 300 Kilometer südlich von Tscheljabinsk. Mit 272.753 Einwohnern (Stand 1. Januar 2025) ist sie zugleich das Verwaltungszentrum und größte Stadt des Gebietes Qostanai.
Qostanai wurde im Jahr 1879 auf Befehl des Generalgouverneurs von Orenburg gegründet. Zunächst ließen sich in der Stadt überwiegend Bauern aus dem inneren Russland nieder, wodurch die landwirtschaftliche Erschließung des Umlandes begann. 1893 wurde dem Ort bereits das Stadtrecht verliehen. Besonders in den 1950er Jahren begann im Zusammenhang mit der sowjetischen Kampagne zur Schaffung neuer Anbauflächen für Getreide die Entwicklung der Stadt. Die Bevölkerung von Qostanai ist nach wie vor mehrheitlich russischstämmig.

## Geografie

### Geographische Lage
Die Stadt liegt im Norden Kasachstans am Fluss Tobol, unweit der Grenze zu Russland. Qostanai ist gleichzeitig Verwaltungssitz des gleichnamigen Gebiets.

### Klima
Qostanai besitzt ein feuchtes Kontinentalklima, was der effektiven Klimaklassifikation Dfb entspricht. Die Sommer sind warm und feucht, wobei die durchschnittliche Temperatur 22 °C nicht übersteigt. Die Winter in Qostanai sind kalt, schneereich und von Temperaturen von unter −10 Grad Celsius geprägt. So liegt die Durchschnittstemperatur in den Monaten Dezember bis Februar unter dieser Marke. Die jährliche Niederschlagsmenge beträgt rund 336 mm. In den Monaten November bis April fällt durchschnittlich 91 cm Schnee, wobei von Januar bis März die Schneedecke mehr als 20 cm dick ist. Die tiefste jemals gemessene Temperatur in Qostanai wurde am 17. Februar 1951 gemessen und betrug −47,8 °C. Die höchste gemessene Temperatur betrug 41 °C am 16. Juni 1988.
|                        | Jan   | Feb   | Mär   | Apr  | Mai  | Jun  | Jul  | Aug  | Sep  | Okt  | Nov  | Dez   |   |      |
| Mittl. Temperatur (°C) | −14,5 | −14,0 | −7,3  | 5,4  | 13,8 | 19,9 | 20,9 | 18,8 | 12,5 | 4,8  | −5,5 | −12,3 | ⌀ | 3,6  |
| Mittl. Tagesmax. (°C)  | −10,1 | −9,1  | −2,0  | 11,3 | 20,6 | 26,7 | 27,1 | 25,4 | 19,0 | 10,2 | −1,5 | −8,1  | ⌀ | 9,2  |
| Mittl. Tagesmin. (°C)  | −18,9 | −18,6 | −12,0 | 0,2  | 7,5  | 13,5 | 15,2 | 13,1 | 7,1  | 0,5  | −9,1 | −16,5 | ⌀ | −1,4 |
|                        |       |       |       |      |      |      |      |      |      |      |      |       |   |      |
| Niederschlag (mm)      | 19    | 15    | 15    | 25   | 35   | 35   | 54   | 35   | 25   | 29   | 25   | 24    | Σ | 336  |
|                        |       |       |       |      |      |      |      |      |      |      |      |       |   |      |
| Sonnenstunden (h/d)    | 3     | 5     | 6     | 8    | 10   | 11   | 10   | 9    | 7    | 4    | 3    | 3     | ⌀ | 6,6  |
|                        |       |       |       |      |      |      |      |      |      |      |      |       |   |      |
| Regentage (d)          | 0     | 0     | 3     | 7    | 13   | 11   | 12   | 12   | 11   | 9    | 4    | 1     | Σ | 83   |
|                        |       |       |       |      |      |      |      |      |      |      |      |       |   |      |
| Luftfeuchtigkeit (%)   | 82    | 81    | 81    | 68   | 58   | 57   | 64   | 64   | 64   | 73   | 82   | 82    | ⌀ | 71,3 |

| −18,9 |

| −18,6 |

| −12,0 |

| 0,2 |

| 7,5 |

| 13,5 |

| 15,2 |

| 13,1 |

| 7,1 |

| 0,5 |

| −9,1 |

| −16,5 |

| −18,9 |

| −18,6 |

| −12,0 |

| 0,2 |

| 7,5 |

| 13,5 |

| 15,2 |

| 13,1 |

| 7,1 |

| 0,5 |

| −9,1 |

| −16,5 |

## Geschichte
Die Geschichte von Qostanai begann in den 1870er Jahren im Zuge eines Projekts zur Besiedlung der Außengebiete des Russischen Reiches. Im Zuge dessen wurde die Gründung einer neuen Stadt am Fluss Tobol etwa 300 Kilometer südlich des Urals beschlossen. In den folgenden Jahren kamen zahlreiche Händler und Handwerker aus anderen Regionen des Reiches in diese Gegend und ließen sich hier nieder. Vor allem Russen, Ukrainer, Polen und Tataren besiedelten die Umgebung, aber auch Kasachen waren darunter, die sich von den Kontakten zu den neuen Siedlern Vorteile versprachen. Die offizielle Gründung der Stadt erfolgte auf Bestreben des von Nikolai Kryschanowski, Generalgouverneur von Orenburg, im Jahr 1879, nur zwei Jahre später lebten in der Stadt bereits mehr als 1200 Familien. Die rasche Entwicklung der Stadt hatte sie vor allem dem fruchtbaren Steppenboden der Region zu verdanken, wodurch sich Landwirtschaft sowie Viehzucht hier entwickelten. 1885 wurde der Bezirk Nikolajewsk in Kustanai umbenannt; auch die Stadt selbst erhielt diesen Namen.
Ende des 19. und Anfang des 20. Jahrhunderts kamen im Zuge einer Agrarreform und des Eisenbahnbaus weitere Siedler in die Steppen Zentralasiens. 1911 lebten bereits mehr als 25.000 Menschen in der Stadt. Im Oktober 1913 wurde einige Kilometer westlich der Stadt Kustanai ein Bahnhof errichtet und der Ort so an das russische Eisenbahnnetz angeschlossen. Zuerst verkehrten nur Güterzüge auf der neu eröffneten Strecke nach Tscheljabinsk, später wurde auch der Personenverkehr aufgenommen.
Während des Zweiten Weltkrieges wurden zahlreiche Betriebe aus dem Westen der Sowjetunion nach Zentralasien evakuiert. So wurde die Stadt unter anderem neue Heimat für eine Bekleidungsfabrik aus Cherson, für eine Gerberei aus Simferopol und weitere Betriebe. Diese Unternehmen legten den Grundstein für die Entwicklung der Industrie in der Stadt. Mit der Kampagne zur Steigerung der sowjetischen Agrarproduktion in den 1950er Jahren kamen weitere Menschen in die Region rund um Kustanai. Dies hatte zur Folge, dass in der Stadt ein enormer Mangel an Unterbringungsmöglichkeiten. Um die neuen Bewohner unterbringen zu können, wurde die Fläche zwischen der Chemiefabrik und dem Bahnhof mit neuen Wohnhäusern bebaut. Anfang der 1960er Jahre hatte die Bebauung schließlich den Bahnhof erreicht.
Am 17. Juni 1997 wurde der Name der Stadt von der russischen Bezeichnung Kustanai (Кустанай) in die kasachische Schreibweise Qostanai (Қостанай) geändert.

## Politik

### Bürgermeister
Die Bürgermeister (Äkim) von Qostanai:
| - 1988–1998 Wassili Kornew - 1998–1999 Oleg Kulenko - 1999–2000 Nurghali Äschim - 2000–2004 Wiktor Leniwzew - 2004–2006 Nuraly Säduaqassow | - 2006–2008 Schengis Nurghalijew - 2008–2009 Ghaujes Nurmuchambetow - 2009–2012 Schomart Nurghalijew - 2012–2014 Ghaujes Nurmuchambetow - 2014–2015 Achmedbek Achmetschanow | - 2015–2019 Basyl Schaqypow - 2019–2022 Qairat Achmetow - seit 2022 Marat Schündibajew |

### Wappen
Das Wappen von Qostanai ist ein Schild mit abgeschrägten Ecken im oberen Teil und konkaven Seiten, die nach unten zu einer Spitze zusammenlaufen. Der Schild trägt die Farben blau und gelb. In der Mitte befindet sich ein weiterer kleiner Schild mit geraden Seiten, die unten ebenfalls zu einer Spitze zusammenführen. Auf diesem ist eine Mühle mit vier Flügeln als Symbol für die verarbeitende Industrie, die historisch mit der Stadt verbunden wird, zu sehen. Auf diesem kleinen Schild befindet sich eine aufgehende Sonne. Auf beiden Seiten des Wappens sind Abbildungen zweier Steinadler zu sehen, die mit ihren Krallen ein Band tragen auf dem das Gründungsjahr der Stadt zu erkennen ist. Im unteren Teil des Schildes befinden sich Elemente der chemischen Industrie und der Leichtindustrie. Der untere Teil des Wappens ist mit einem blauen Band mit gefalteten Enden und Inschriften des Stadtnamens in kasachischer (Қостанай, linke Seite) und russischer Schreibweise (Костанай, rechte Seite) verziert.

## Bevölkerung

### Ethnische Zusammensetzung
Bei der sowjetischen Volkszählung 1939 stellte die russische Bevölkerung mit Abstand die größte Bevölkerungsgruppe. Von den rund 34.000 Einwohnern der Stadt waren rund zwei Drittel der Bevölkerung Russen. Die zweitgrößte Gruppe stellten Ukrainer mit einem Anteil von 15 Prozent. Erst an dritter Stelle kamen Kasachen, die gut acht Prozent der Stadtbevölkerung stellten. Andere nennenswerte Gruppen waren Tataren (1717), Koreaner (762) und Deutsche (275).
Nach der Auflösung der Sowjetunion verließen vor allem Deutsche und Russen die Stadt. Bei der letzten kasachischen Volkszählung 2009 ergab sich folgende ethnische Zusammensetzung der Stadt: Nach wie vor stellten Russen die Bevölkerungsmehrheit, ihr Anteil lag bei 48,3 Prozent. An zweiter Stelle standen Kasachen, die 33,6 Prozent der Bevölkerung stellten. Der Anteil der Ukrainer an der Gesamtbevölkerung lag bei rund acht Prozent. Berechnungen für das Jahr 2020 zufolge liegt der Anteil der russischen und kasachischen Bevölkerung in Qostanai mittlerweile bei jeweils rund 40 Prozent.

### Einwohnerentwicklung
Bei der ersten und einzigen Volkszählung im Russischen Reich 1897 hatte die Stadt eine Bevölkerungszahl von 14.275 Personen. In den 1960er Jahren wurde Qostanai zur Großstadt. In den 1980er Jahren überschritt die Zahl der Einwohner die Marke von 200.000 Menschen und erreichte 1991 den Stand von knapp 234.000 Einwohnern. Nach dem Ende der Sowjetunion waren es vor allem Russen und Deutsche, die ins Ausland abwanderten und so für eine Abnahme der Bevölkerung sorgten. Heute hat Qostanai 272.753 Einwohner (Stand 1. Januar 2025), womit sie die elftgrößte Stadt Kasachstans ist.
| Jahr  | Einwohner |
| ----- | --------- |
| 1897¹ | 14.275    |
| 1939¹ | 33.540    |
| 1959¹ | 86.382    |
| 1970¹ | 123.517   |
| 1979¹ | 164.500   |
| 1989¹ | 224.598   |

| Jahr  | Einwohner |
| ----- | --------- |
| 1999¹ | 221.429   |
| 2004  | 204.243   |
| 2005  | 205.968   |
| 2006  | 207.802   |
| 2007  | 208.262   |
| 2008  | 209.336   |

| Jahr  | Einwohner |
| ----- | --------- |
| 2009¹ | 214.961   |
| 2010  | 215.211   |
| 2011  | 215.575   |
| 2012  | 216.390   |
| 2013  | 219.224   |
| 2014  | 221.943   |

| Jahr | Einwohner |
| ---- | --------- |
| 2015 | 226.397   |
| 2016 | 231.906   |
| 2017 | 235.303   |
| 2018 | 239.652   |
| 2019 | 243.031   |
| 2020 | 248.267   |

¹ Volkszählungsergebnis

### Religionen
Dominierende Religionen in Qostanai sind das russisch-orthodoxe Christentum und der sunnitische Islam. Dabei ist die russischstämmige Bevölkerung mehrheitlich christlich und die kasachischstämmige mehrheitlich muslimisch. Der Anteil der Christen liegt bei insgesamt 58,6 % und ist damit höher als in den anderen Provinzen Kasachstans. Seit 2010 ist Qostanai Sitz der Eparchie Qostanai und Rudny. Seit 2009 gibt es in Qostanai zudem eine Synagoge.

## Kultur und Sehenswürdigkeiten

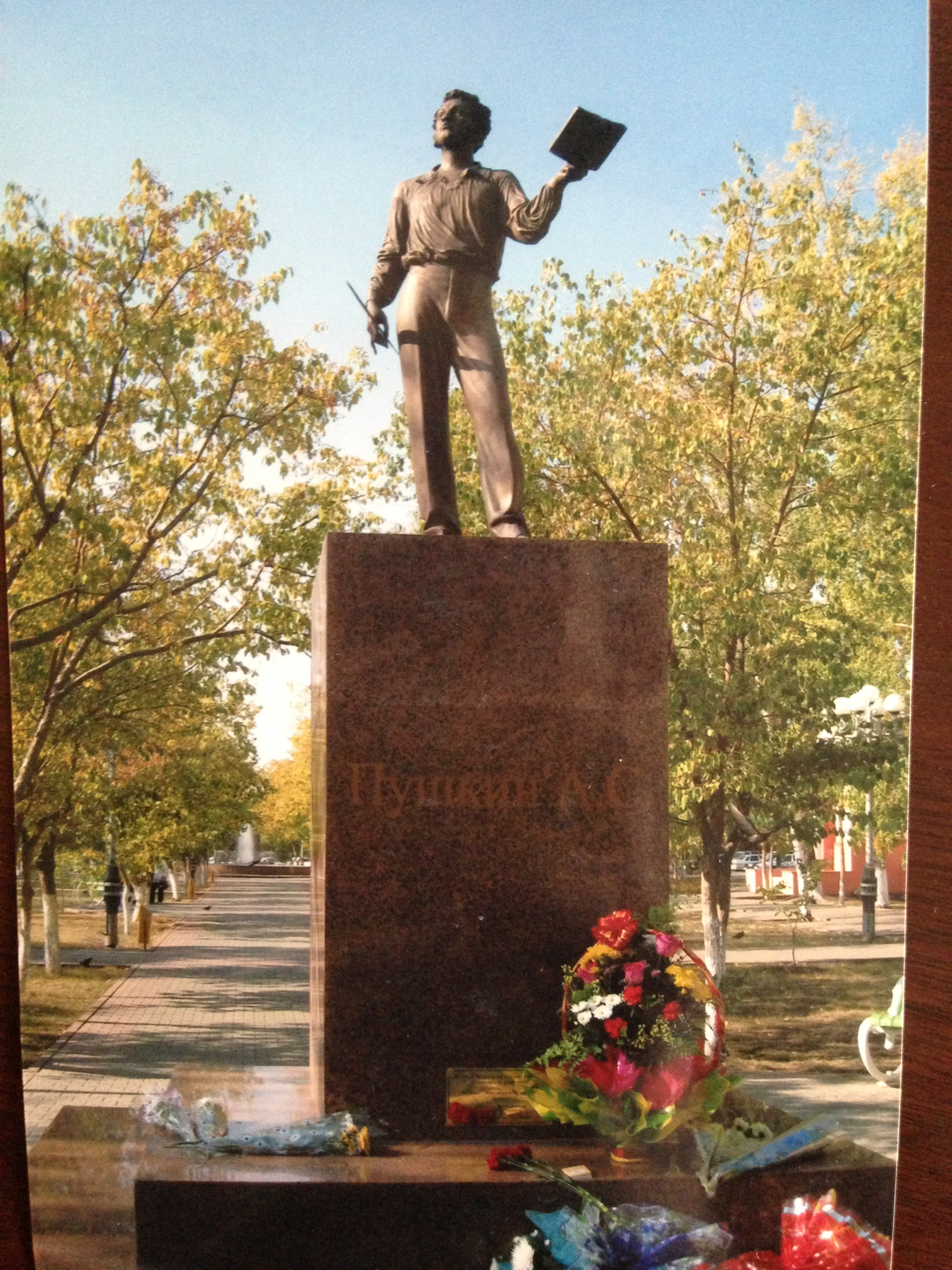
Puschkin-Denkmal in Qostanai

### Bauwerke
- Haus des Kaufmanns Lorez
- Französisches Kulturzentrum
- Russisch-orthodoxe Kirche aus dem Jahr 1893
- Altynsarin-Museum
- Maral-Ischan-Moschee

Denkmäler
- Es gibt Denkmäler für die Tastatur, Charlie Chaplin, Achmet Baytursynuli, „Die Lisakowskaja-Kutsche“, Wladimir Iljitsch Lenin, Alexander Sergejewitsch Puschkin, Amangeldy Imanow sowie für die Helden der Sowjetunion Iwan Pawlow, Leonid Beda und Pawel Taran.

Gedenkstätten
- Es bestehen Gedenkstätten für die Opfer des Großen Vaterländischen Krieges, der Nuklearkatastrophen, der Repressionen während der stalinschen Herrschaft sowie für die Opfer von lokalen Konflikten.

### Sport
Der Fußballverein Tobol Qostanai spielt in der höchsten kasachischen Fußball-Liga. Seine Heimspiele trägt der Verein im Zentralstadion von Qostanai aus.
Der Basketballverein BK Tobol Qostanai spielt in der kasachischen National League. Die Spielstätte ist der Sportpalast von Qostanai.

## Wirtschaft und Infrastruktur

### Verkehr
Von Qostanai aus gibt es regelmäßige Flugverbindungen nach Deutschland. Vor allem nach Düsseldorf, Hannover und München finden mehrere Flüge pro Woche statt, früher durch Hamburg International, inzwischen durch Air Astana.
Im Inlandsflugverkehr bestehen Verbindungen nach Almaty, Astana, Aqtau sowie nach Schymkent.
Weitere internationale Verbindungen bestehen unter anderem nach Moskau, Jekaterinburg, Minsk und Kiew. Während der Sommersaison werden regelmäßig Flüge nach Antalya angeboten.
Qostanai verfügt über einen Bahnhof, von welchem Züge in mehrere kasachische und russische Städte verkehren.
Bis 2005 hatte Qostanai ein eigenes Oberleitungsbussystem.

### Bildung
In der Stadt gibt es mehrere Hochschulen und Universitäten:
- Staatliche Universität Qostanai
- Staatliche Pädagogische Universität Qostanai
- Zweigstelle der Staatlichen Universität Tscheljabinsk

## Söhne und Töchter der Stadt
- Oral Muchamedschanow (1948–2013), Politiker
- Ljubow Nikitenko (* 1948), sowjetische Hürdenläuferin
- Alexander Miroschnitschenko (1964–2003), sowjetischer bzw. kasachischer Schwergewichtsboxer
- Olga Selesnjowa (* 1975), Skilangläuferin und Biathletin
- Petr Kostenko (* 1976), Schachspieler und -trainer
- Irina und Marina Fabrizius (* 1981), deutsche Malerinnen
- Marina Masljonko (* 1982), Sprinterin
- Issa Aqberbajew (* 1983), Profiboxer
- Dmitriy Petelin (* 1983), russischer Kosmonaut
- Andrei Kondryschew (* 1983), Skilangläufer
- Alexander Schigin (* 1986), Eisschnellläufer
- Dieter Domke (* 1987), deutscher Badmintonnationalspieler
- Dmitrij Kreis (* 1988), Basketballspieler
- Denis Kusin (* 1988), Eisschnellläufer
- Anton Ponomarjow (* 1988), Basketballspieler
- Daniil Schischkarjow (* 1988), russischer Handballspieler
- Elena Schmidt (* 1988), Miss Deutschland 2013
- Jermek Quantajew (* 1990), Fußballspieler
- Witali Dunaizew (* 1992), russischer Boxer
- Tatjana Nerosnak (* 1992), Leichtathletin
- Denis Nikischa (* 1995), Shorttracker
- Alexander Sujew (* 1996), russischer Fußballspieler
- Roman Asranqulow (* 1999), Fußballspieler
- Daniil Maruchin (* 1999), Radrennfahrer
- Maxim Schumabekow (* 1999), russischer Fußballspieler
- Dmitri Panarin (* 2000), Badmintonspieler